# Revenge-Tour
Revenge war der Titel der 1992 begonnenen Tournee der Hardrock-Gruppe Kiss. Es war die erste Tournee mit dem Schlagzeuger Eric Singer, der den am 24. November 1991 verstorbenen Eric Carr ersetzt hatte.

## Hintergrund
Die Gruppe hatte im Mai 1992 das Album Revenge veröffentlicht und damit großen Erfolg gehabt. Die Band befand sich bis dahin in einer vor allem wirtschaftlich nicht erfolgreichen Phase und hatte auch bei ihren Veröffentlichungen seit 1985 nicht viel Glück gehabt, weil sich die Gruppe mit Alben wie Crazy Nights und Hot in the Shade wiederholt in die Nähe des Pop begeben hatte und sich von musikalischen Trends hatte leiten lassen. Revenge markierte das Ende dieser Phase, was sich auch mit der schon 1991 veröffentlichten Single God Gave Rock ’n’ Roll to You II abzeichnete, die als Teil des Soundtracks zum Film Bill & Ted’s verrückte Reise in die Zukunft erschien, ein internationaler Erfolg war und Kiss wieder in den Fokus von Fans und Radiohörern rückte.
- Zahl der Konzerte: 77
- Beginn der Tournee: 23. April 1992, The Stone, San Francisco (Kalifornien)
- Ende der Tournee: 20. Dezember 1992, America West Arena, Phoenix (Arizona)
- Besuchte Länder: Kanada, England, Schottland, Vereinigte Staaten, Wales
- Vorgruppen: Danger Danger, Faster Pussycat, Fortress, Trixter, Jackyl, Great White, Shooting Gallery, Vesuvius
- Durchschnittliche Besucherzahl: 5029 (ohne Club-Tour)
- Zusätzliche Musiker: Gary Corbett (Keyboard, Club-Tour und UK-Tour), Derek Sherinian (Keyboard, US-Tour)

## Club-Tour
Um dem US-amerikanischen Publikum den Nachfolger des verstorbenen Eric Carr vorzustellen, begab sich die Gruppe bereits vor Veröffentlichung des Albums auf eine 13-tägige Tour durch Clubs in den USA und Kanada. Die Minitournee begann am 23. April 1992 in San Francisco (Kalifornien) und endete am 10. Mai 1992, zwei Tage vor Veröffentlichung von Revenge, in Brooklyn. Für die Clubtour wurde eine verkleinerte Version der Bühne benutzt, die schon 1990 während der Hot in the Shade-Tour im Einsatz gewesen war. Die Clubs, in denen die Band auftrat, waren tatsächlich klein: Während die höchste Besucherkapazität im The Ritz in New York City bei 2500 lag, fasste der kleinste Veranstaltungsort, Doug Westons World Famous Troubadour in Hollywood, nur 410 Besucher. Sämtliche Konzerte waren ausverkauft; die Show im The Ritz sogar innerhalb von 90 Sekunden nach Vorverkaufsstart.
Besonderheiten
- Das Konzert am 23. April 1992 war das erste Konzert, das Eric Singer als Mitglied von Kiss absolvierte.
- Bei diesem Konzert wurden die Titel 100.000 Years und Parasite zum ersten Mal seit 1976 wieder gespielt.
- Der 4. Mai 1992 wurde in Baltimore zum »Kiss-Tag« ernannt, die Band bekam vom Bürgermeister die Schlüssel zur Stadt überreicht.

## UK-Tour
Am 12. Mai 1992 wurde Revenge veröffentlicht. Am 16. Mai 1992 begann die Band eine kurze Tour durch Großbritannien, bei der noch einmal die Hot in the Shade-Bühne benutzt wurde, obwohl die für die Revenge-Tour entworfene Bühne bereits fertig war. Die UK-Tour umfasste sieben Termine und begann in Glasgow; sie führte dann über Whitley Bay, Sheffield, Cardiff, London und Plymouth nach Birmingham.
Bemerkenswert war, dass die Veranstaltungsorte ein stark unterschiedliches Fassungsvermögen hatten. So konnten nur 3000 Fans die Band in Whitley Bay spielen sehen und hören, in London war die Band für die Wembley Arena gebucht und spielte vor 11.000 Besuchern. Vorgruppe während der UK-Tour waren Danger Danger.
Besonderheiten
- Am Nachmittag des 20. Mai 1992 besuchte die Gruppe das Schallplattengeschäft HMV in Cardiff und gab eine Autogrammstunde.
- Am 21. Mai 1992 fand im Astoria Theatre in London eine sogenannte Kiss-Convention statt. Kiss nahmen für kurze Zeit daran teil.

## Promotion in Europa
Im Anschluss an diese kurze Tournee begab sich die Gruppe auf eine Reise durch Europa, um den Medien ihr neues Album vorzustellen. Diese Tour begann am 28. Mai 1992 in den Niederlanden, am 29. Mai 1992 trat die Gruppe in der Fernsehsendung Countdown auf, die in Hilversum produziert wurde. Dabei wurden Unholy und God Gave Rock 'n' Roll to You (Playback) gespielt. Am 30. Mai 1992 gab die Band eine Autogrammstunde bei Fame in Amsterdam. Im weiteren Verlauf der Reise besuchte die Gruppe zwischen dem 1. und 6. Juni 1992 München, Köln, Berlin und Hamburg. Nach weiteren Besuchen in Italien, Schweden und Norwegen kehrte die Gruppe am 12. Juni 1992 in die USA zurück.

## US-Tour
Der Start der US-Tour war ursprünglich für den 31. Juli 1992 vorgesehen, wurde jedoch um beinahe zwei Monate verschoben. Am 7. Juli 1992 wurde zunächst Gene Simmons Vater einer Tochter, am 28. Juli 1992 heiratete Paul Stanley die Schauspielerin Pamela Bowen. In der letzten Septemberwoche begann die Gruppe, für die Tournee zu proben, deren Startschuss am 30. September 1992 mit einer Generalprobe in Bethlehem (Pennsylvania), zu der Vertreter von Mercury Records und weitere Gäste eingeladen wurden, fiel.
Am 1. Oktober 1992 begann die eigentliche US-Tournee in der Stabler Arena in Bethlehem, als Vorgruppe wurden Faster Pussycat und Trixter verpflichtet. Faster Pussycat waren bis zum 31. Oktober 1992 dabei, ab dem 5. November übernahm Great White die Position.
Als Bühnendekoration diente die Freiheitsstatue. Ihr Kopf und der in die Höhe gestreckte rechte Arm waren hinter dem Schlagzeug positioniert. Vor dem letzten Drittel der jeweiligen Show verlor die Statue ihr Gesicht, das einem grinsenden Totenschädel wich, der Arm verlor seine Haut, und die verbleibenden Knochen streckten nicht mehr die Fackel, sondern den Mittelfinger in die Luft.
Zur Setliste gehörten 26 Songs, die sowohl von Revenge als auch von älteren Alben stammten: Creatures of the Night, Deuce, I Just Wanna, Unholy, Parasite, Heaven's on Fire, Christine Sixteen, Domino, Watchin' You, Hotter Than Hell, Firehouse, I Want You, Forever, War Machine, Rock and Roll All Nite, Lick It Up, Take It Off, Strutter, Cold Gin, Tears Are Falling, I Love It Loud, Detroit Rock City, Shout It Out Loud, God Gave Rock 'n' Roll to You II, Love Gun und Star Spangled Banner.
Ein Highlight bei vielen Konzerten war der Einsatz von Stripperinnen während des Titels Take it Off, der bereits beim ersten Konzert in Bethlehem erfolgte. Der Produktionsmanager der Stabler Arena war mit einer Stripperin befreundet, und so kam es, dass bei diesem Konzert Stripperinnen auf die Bühne kamen und sich auszogen. In der Folge bekam Kiss-Produktionsmanager Tim Rozner den Auftrag, während der Tournee in der jeweiligen Stadt die einschlägigen Strip-Clubs aufzusuchen und die Striptease-Tänzerinnen zu fragen, ob sie Interesse hätten, Teil der Show zu sein. Er brachte dann jeweils um die 20 Frauen mit, von denen drei oder vier von Gene Simmons und Paul Stanley ausgewählt wurden und beim Konzert auftreten durften.
Beim Konzert am 10. November 1992 versagte Paul Stanleys Stimme, weil der Sänger erkrankt war. Gene Simmons versuchte, diesen Umstand dadurch auszugleichen, das er Stanleys Songs sang, was vollkommen misslang. Stanley begab sich nach dem Konzert umgehend in ärztliche Behandlung, das Konzert am 12. November 1992 fand ohne Kiss statt, die Vorgruppen Great White und Trixter traten jedoch auf.
Die Konzerte am 27., 28. und 29. November 1992 wurden von Musikproduzent Eddie Kramer für die Nutzung für Alive III, dem dritten Livealbum der Band, mitgeschnitten. Die Tournee endete am 20. Dezember 1992 in Phoenix (Arizona). Einzelne Shows der Tournee waren wegen mangelnder Ticketverkäufe gestrichen worden; ein für Januar 1993 vorgesehener zweiter Tourneeabschnitt wurde gar nicht erst gebucht.